# 日蓮主義佛立講
日蓮主義佛立講（にちれんしゅぎぶつりゅうこう）は、法華系の新宗教である。

## 沿革
1928年に本門佛立宗から独立し、日蓮主義佛立講と公称する。

## 活動内容
日蓮の教典および代々の先師の宝文をもって教典とする。在家出家者による布教。毎月7回の修業日ならびに年7回の大会、先師の回向、各々の衆の回向、先師らの宝文がある。

## 年間行事
- 1月5日 新年祝盃会
- 1月16日 功労者回向日
- 3月17日 講創立者回向日
- 10月13日 日蓮聖人回向日
- 12月25日 越年御礼[1]